# 恩賜之地
《恩賜之地》（英語：Graceland）是美國的一部警察題材的電視劇。電視劇由傑夫·易斯汀發案，在2013年6月6日於USA電視台首播。2013年9月10日，USA電視台宣布將續訂這部電視劇的第二季。主演是丹尼爾·桑亞塔和亞倫·特維特。
2015年10月1日，USA宣布不續訂第四季，本劇確定第三季落幕。

## 外部連結
- 官方网站
- 互联网电影数据库（IMDb）上《恩賜之地》的资料（英文）